# Sai Van
Sai Van (port. Lago Sai Van; chiń. upr. 西湾湖; chiń. trad. 西灣湖; pinyin Xīwān Hú) – jedno z dwóch sztucznych jezior w Makau w Chinach obok Nam Van. Położone jest na południu półwyspu Makau.